# Wissenschaftsmuseum Yamanashi

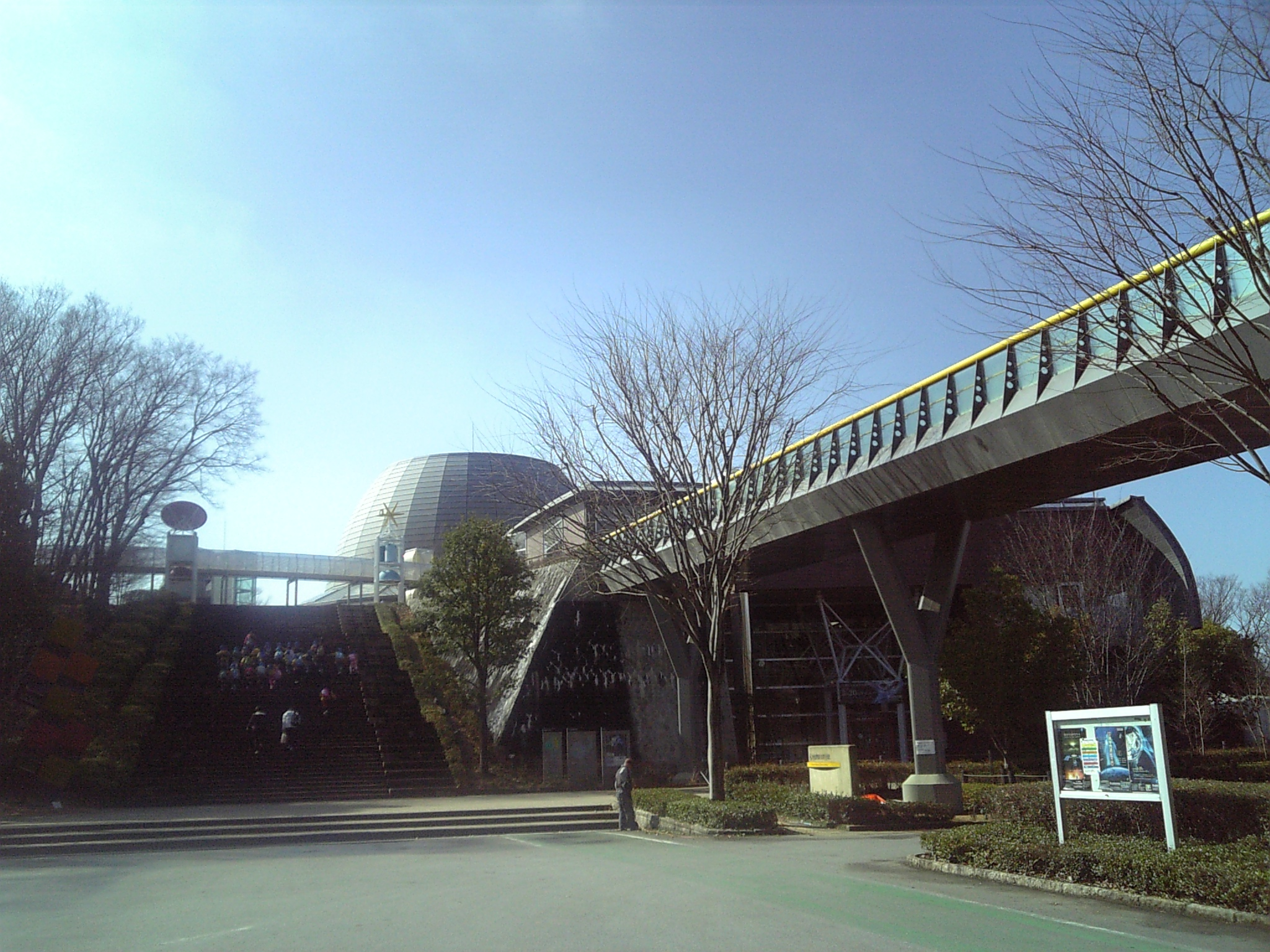
Yamanashi-Wissenschaftsmuseum

Wissenschaftsmuseum Yamanashi (jap. 山梨県立科学館, Yamanashi-kenritsu kagakukan) ist ein technisches Museum in Kōfu in der Präfektur Yamanashi in Japan. Das Museum zeigt hauptsächlich Themen der Bereiche Astronomie und Technik.

## Geschichte
Das Museum befand sich ursprünglich in der Burg Kōfu, wurde jedoch im Jahr 1998 verlegt, als die Restaurationspläne für die Burg umgesetzt wurden.

## Gebäude
Das Museum beinhaltet ein Planetarium, ein astronomisches Observatorium, Ausstellungsräume, Selbstversuchsräume und eine Bibliothek.

## Lage
- Das Museum liegt ungefähr 25 Minuten Fußmarsch vom Nordausgang des Bahnhofes Kōfu.